# 自衛隊沖縄地方協力本部
自衛隊沖縄地方協力本部（じえいたいおきなわちほうきょうりょくほんぶ、Okinawa Provincial Cooperation Office）は、沖縄県那覇市前島3丁目24-3-1に所在する、自衛隊地方協力本部のひとつ。陸・海・空自衛隊共同の機関だが、通常は陸上自衛隊の西部方面総監の指揮監督下に置かれている。
管轄する地域における防衛省・自衛隊の総合窓口として沖縄県管内で活動する。

## 沿革
- 1972年（昭和47年）5月15日：沖縄返還にともない自衛隊沖縄地方連絡部が新設[2]。
- 2006年（平成18年）7月31日：自衛隊沖縄地方協力本部に改編。
- 2008年（平成20年）3月26日：本部長が陸将補（二）職に昇格。

## 出先機関
- 沖縄募集案内所
- 名護地域事務所
- 宮古島出張所
- 石垣出張所

## 主要幹部
| 官職名                   | 階級   | 氏名     | 補職発令日     | 前職                   |
| ------------------------ | ------ | -------- | -------------- | ---------------------- |
| 自衛隊沖縄地方協力本部長 | 陸将補 | 𫝆井健太 | 2025年08月01日 | 東北方面総監部幕僚副長 |

| 代 | 階級    | 氏名       | 在職期間                                                   | 出身校・期              | 前職                                                   | 後職                                       |
| -- | ------- | ---------- | ---------------------------------------------------------- | ----------------------- | ------------------------------------------------------ | ------------------------------------------ |
| 01 | 1等陸佐 | 又吉康助   | 1972年05月15日 - 1975年07月15日 ※1974年04月01日 陸将補昇任 | 陸士55期                | 西部方面総監部付                                       | 第1混成団付 →1976年01月01日 退職           |
| 02 | 1等陸佐 | 松原輝男   | 1975年07月16日 - 1977年07月31日 ※1975年11月01日 陸将補昇任 | 陸士57期                | 第1混成団副団長                                        | 西部方面総監部付 →1977年11月01日 退職      |
| 03 | 1等陸佐 | 鈴木七郎   | 1977年08月01日 - 1979年07月31日 ※1978年04月04日 陸将補昇任 | 陸航士59期              | 東北方面総監部第1部長                                  | 陸上幕僚監部付 →1980年01月01日 退職        |
| 04 | 1等陸佐 | 時津勇     | 1979年08月01日 - 1981年07月31日 ※1980年01月08日 陸将補昇任 | 日本大学 昭和27年卒     | 第8師団司令部幕僚長                                    | 陸上幕僚監部付 →1981年12月28日 退職        |
| 05 | 1等陸佐 | 谷脇憲司   | 1981年08月01日 - 1983年07月31日 ※1982年01月01日 陸将補昇任 | 浪速大学 昭和28年卒     | 西部方面総監部総務部長                                 | 第3教育団長 兼 相浦駐屯地司令              |
| 06 | 陸将補  | 人見五郎   | 1983年08月01日 - 1986年03月16日                            | 防大1期                 | 陸上幕僚監部教育訓練部訓練課長                         | 陸上自衛隊幹部学校教育部長                 |
| 07 | 陸将補  | 松坂タカシ | 1986年03月17日 - 1988年03月15日                            | 中央大学 昭和33年卒     | 防衛研究所所員                                         | 第12師団副師団長 兼 相馬原駐屯地司令       |
| 08 | 陸将補  | 菊地勝夫   | 1988年03月16日 - 1990年03月15日                            | 防大4期                 | 北部方面総監部人事部長                                 | 陸上自衛隊少年工科学校長 兼 武山駐屯地司令 |
| 09 | 1等陸佐 | 内藤幸雄   | 1990年03月16日 - 1991年06月30日                            | 防大6期                 | 第10師団司令部幕僚長                                   | 第12師団副師団長 兼 相馬原駐屯地司令       |
| 10 | 1等陸佐 | 山本勝     | 1991年07月01日 - 1993年06月30日                            | 防大9期                 | 西部方面総監部防衛部長                                 | 第1空挺団長 兼 習志野駐屯地司令            |
| 11 | 1等陸佐 | 井本俊夫   | 1993年07月01日 - 1995年03月22日                            | 防大11期                | 東北方面総監部人事部長                                 | 第1高射特科団長                            |
| 12 | 1等陸佐 | 原充宏     | 1995年03月23日 - 1997年03月25日                            | 防大11期                | 統合幕僚会議事務局第2幕僚室 情報運用調整官 兼 情報班長 | 陸上自衛隊幹部学校教育部長                 |
| 13 | 1等陸佐 | 濱田豊克   | 1997年03月26日 - 1998年12月07日                            | 防大12期                | 第13師団司令部幕僚長                                   | 第7師団副師団長 兼 東千歳駐屯地司令        |
| 14 | 1等陸佐 | 行徳浩志   | 1998年12月08日 - 2001年03月26日                            | 防大14期                | 西部方面総監部装備部長                                 | 通信団長                                   |
| 15 | 1等陸佐 | 上村邁     | 2001年03月27日 - 2003年03月26日                            | 防大17期                | 中部方面総監部人事部長                                 | 第1師団司令部幕僚長                        |
| 16 | 1等陸佐 | 岩切厚     | 2003年03月27日 - 2004年11月30日                            | 防大18期                | 陸上自衛隊研究本部 主任研究開発官                      | 陸上自衛隊通信学校副校長 兼 企画室長       |
| 17 | 1等陸佐 | 小川祥一   | 2004年12月01日 - 2005年12月04日                            | 防大21期                | 情報本部電波部副部長                                   | 第4施設団長 兼 大久保駐屯地司令            |
| 18 | 1等陸佐 | 友部薫     | 2005年12月05日 - 2007年03月27日                            | 防大23期                | 情報本部計画部長                                       | 情報本部情報官                             |
| 19 | 1等陸佐 | 末永典良   | 2007年03月28日 - 2009年03月23日 ※2008年03月26日 陸将補昇任 | 防大22期                | 第8師団司令部幕僚長                                    | 中央情報隊長                               |
| 20 | 陸将補  | 山下裕貴   | 2009年03月24日 - 2010年07月25日                            | 大分工業大学 昭和54年卒 | 中部方面総監部幕僚副長                                 | 東部方面総監部幕僚長                       |
| 21 | 陸将補  | 上尾秀樹   | 2010年07月26日 - 2012年07月25日                            | 防大29期                | 統合幕僚監部運用部運用第2課長                          | 陸上幕僚監部監理部長                       |
| 22 | 陸将補  | 本松敬史   | 2012年07月26日 - 2014年08月04日                            | 防大29期                | 北部方面総監部幕僚副長                                 | 陸上幕僚監部教育訓練部長                   |
| 23 | 陸将補  | 山根寿一   | 2014年08月05日 - 2016年06月30日                            | 防大33期                | 陸上幕僚監部装備部装備計画課長                         | 陸上自衛隊富士学校特科部長                 |
| 24 | 陸将補  | 井土川一友 | 2016年07月01日 - 2018年03月26日                            | 防大35期                | 陸上幕僚監部人事部人事計画課長                         | 北部方面総監部幕僚副長                     |
| 25 | 陸将補  | 松永浩二   | 2018年03月27日 - 2020年08月24日                            | 防大36期                | 中部方面総監部幕僚副長                                 | 統合幕僚監部運用部副部長                   |
| 26 | 陸将補  | 坂田裕樹   | 2020年08月25日 - 2022年12月22日                            | 防大39期                | 陸上幕僚監部人事教育部 人事教育計画課長                | 中部方面総監部幕僚副長                     |
| 27 | 陸将補  | 久保勝裕   | 2022年12月23日 - 2024年08月01日                            | 防大38期                | 第1高射特科団長                                        | 東部方面総監部幕僚副長                     |
| 28 | 陸将補  | 伊藤優一郎 | 2024年08月02日 - 2025年07月31日                            | 防大40期                | 陸上自衛隊教育訓練研究本部 研究部長                    | 統合幕僚監部防衛計画部副部長               |
| 29 | 陸将補  | 𫝆井健太   | 2025年08月01日 -                                           |                         | 東北方面総監部幕僚副長                                 |                                            |